# Tredjegenerationsdatamat
En tredjegenerationsdatamat er en datamat opbygget med integrerede kredsløb.
Integrerede kredsløb blev opfundet uafhængigt af Jack St. Clair Kilby og Robert Noyce i perioden 1959-1961.  Integrerede kredsløb samlede flere hundrede transistorer i en enkelt komponent og gjorde det muligt at bygge datamater der var langt mindre, billigere at bygge, og brugte mindre energi end andengenerationsdatamater.  
De første tredjegenerationsdatamater blev bygget i 1963 til rumfart (Apollo Guidance Computer) og militære formål, bl.a. til styring af LGM-30 Minuteman interkontinental ballistisk missil.  
Integrerede kredsløb muliggjorde meget store datamater som IBM System/360, men gjorde det samtidigt muligt at fremstille mindre, billigere computere kendt som minicomputere.  Eksempler på minicomputere er DEC PDP-11 og DEC VAX som gjorde Digital Equipment Corporation til det næststørste computerfirma efter IBM, Data Generals Nova, Hewlett-Packards HP-2116, m.fl.